# Castanopsis fargesii
Castanopsis fargesii är en bokväxtart som beskrevs av Adrien René Franchet. Castanopsis fargesii ingår i släktet Castanopsis och familjen bokväxter. Inga underarter finns listade.